# Anolis juangundlachi
Anolis juangundlachi (жовтогубий трав'яний аноліс) — вид ігуаноподібних ящірок родини анолісових (Dactyloidae). Ендемік Куби. Вид названий на честь німецько-кубинського натураліста Хуана Гундлаха.

## Поширення і екологія
Жовтогубі трав'яні аноліси відомі з типової місцевості, розташованої на півночі провінції Матансас. Вони живуть на луках на узліссі галерейного лісу. Відкладають яйця.

## Збереження
МСОП класифікує цей вид як такий, що перебуває на межі зникнення. Anolis juangundlachi загрожує знищення природного середовища.